# لوسيوس سيث هانتينغتون
لوسيوس سيث هانتينغتون هو سياسي كندي، ولد في 26 مايو 1827 في كونتون في كندا، وتوفي في 19 مايو 1886 في نيويورك في الولايات المتحدة. نشط حزبياً في الحزب الليبرالي الكندي. وقد انتخب عضو مجلس العموم الكندي.